# Theater Gegendruck

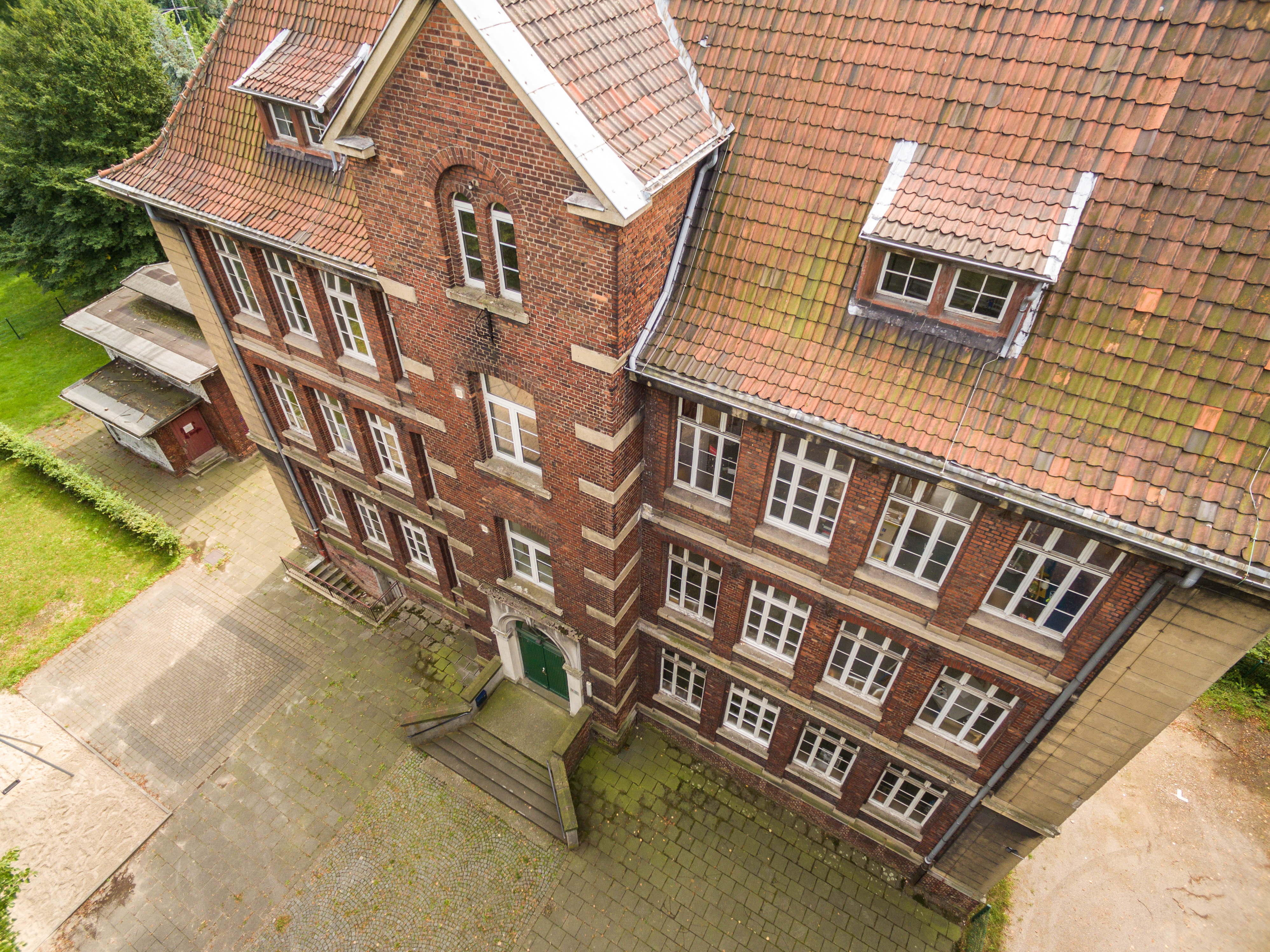
Das Atelierhaus Recklinghausen. Probenraum und Spielstädte von Theater Gegendruck im Süden der Stadt Recklinghausen.

Das Theater Gegendruck wurde 1983 als Song- und Straßentheatergruppe gegründet. Seit 1995 besteht Theater Gegendruck als freies Theater-Netzwerk mit Sitz in Recklinghausen. Künstlerische Leitung sind die Bühnen- und Kostümbildnerin Regine Thorbecke und der Regisseur und Schauspieler Johannes Thorbecke.

## Geschichte
Mit dem Programm einer Theaterarbeit, die ästhetischen Anspruch mit politischem Tiefgang verbindet, fand Theater Gegendruck Anerkennung über die Grenzen des Ruhrgebiets hinaus. Gastspiele führten u. a. nach Douai/Frankreich und regelmäßig in die umliegenden Städte der Region.
Theater Gegendruck brachte in den letzten Jahren selten gespielte Autoren auf die Bühne – wie z. B. Peter Weiss und Heiner Müller. Auch Fausto Paravidino und Daniil Charms wurden durch Gegendruck-Inszenierungen (wieder) bekanntgemacht. Literarische Werke – u. a. von Marie Ndiaye, Agota Kristof, Ödön von Horváth und Wolfgang Herrndorf – brachte Theater Gegendruck in Theaterfassungen auf die Bühne.
Das Kern-Ensemble von Theater Gegendruck wird ergänzt durch ein Netzwerk von Akteuren aus dem gesamten Ruhrgebiet.
Renommierte Musiker wie Gunda Gottschalk, Peter Jacquemyn und die internationale Jazz-Formation Das Kapital (mit Daniel Erdmann, Hasse Poulsen und Edward Perraud) konnten für die Mitwirkung bei szenisch-musikalischen Projekten gewonnen werden. Darüber hinaus arbeitet Theater Gegendruck immer wieder mit jungen Musikerinnen und Musikern aus dem Ruhrgebiet zusammen.
Mit den Kulturzentren Altstadtschmiede Recklinghausen und dem Kulturzentrum Bahnhof Langendreer in Bochum besteht seit Jahren eine enge Zusammenarbeit. Gefördert wird Theater Gegendruck regelmäßig durch das Recklinghäuser Jugendkulturbündnis REspect4you. Zu den Förderern gehören ebenfalls die Landesgemeinschaft Soziokultureller Zentren NW mit Mitteln des Ministerpräsidenten des Landes NW, das Institut für Kulturarbeit der Stadt Recklinghausen sowie das Ministerium für Familie, Kinder, Jugend, Kultur und Sport des Landes Nordrhein-Westfalen.
Theater Gegendruck ist Mitglied der Internationalen Peter Weiss Gesellschaft und im NRW Landesbüro Freie Darstellende Künste e. V.
Im September 2021 erhielt Theater Gegendruck den Kulturkaktus der Ratsfraktion von Bündnis 90/Die Grünen Recklinghausen.

## Inszenierungen (chronologisch)

### 1995 bis 2005
- Die Ermittlung von Peter Weiss (Premiere: 7. Mai 1995 in der Kaue Gelsenkirchen)
- Das Fieber von Wallace Shawn (Premiere: 16. September 1996 in der Kulturkooperative SPUNK e.V. in Gelsenkirchen)
- Tut Wachs in eure Ohren von Bertolt Brecht (Premiere: 4. April 1997 im Theater Douai in Frankreich im Rahmen des Theaterfestivals)
- Worst Case – Letzte Tage nach Karl Kraus (Premiere: 30. August 1997 im Paul-Loebe-Haus in Gelsenkirchen-Buer)
- Niedermacher & Co. – Texte gegen den Krieg(Premiere: Dezember 1998 – Buntes Haus Celle)
- Der Gesang vom Lusitanischen Popanz von Peter Weiss (Premiere: 15. September 2000 im Paul-Loebe-Haus in Gelsenkirchen-Buer)
- Die Niederkunft der grossen Babel von Bertolt Brecht (Einmalige Aufführung: 24. November 2001 im Zentrum für Friedenskultur Siegen)
- Philoktet von Heiner Müller (Premiere: 20. September 2003 in der Kunsthalle Recklinghausen)

### 2005 bis 2010
- GENUA 01 von Fausto Paravidino (Premiere: 13. Februar 2005, Bürgerhaus Süd der Stadt Recklinghausen)
- Die Ausnahme und die Regel von Bertolt Brecht (Premiere: 31. März 2006, Alternatives Kulturzentrum Recklinghausen)
- Abschied von den Eltern von Peter Weiss (Premiere: 18. November 2006, Museum Bochum)
- Das Kaffeehaus von Rainer Werner Fassbinder nach Carlo Goldoni (Premiere: 18. Januar 2008, Altstadtschmiede Recklinghausen)
- Der Horatier von Heiner Müller (Premiere: 21. März 2009, Ruhrfestspielhaus Recklinghausen (Hinterbühne))
- Lenz nach Georg Büchner (Premiere: 3. Oktober 2009, Altstadtschmiede Recklinghausen)
- Über allen Wipfeln ist Unruh – Eine Bertolt Brecht Revue (Premiere: 18. März 2010, Altstadtschmiede Recklinghausen)
- Die Insel – von Athol Fugard (Premiere: 9. Oktober 2010, Ruhrfestspielhaus Recklinghausen (Hinterbühne))

### 2010 bis 2015
- CHARMS MASCHINE, Texte von Daniil Charms (Premiere: 21. Januar 2012, Altstadtschmiede Recklinghausen)
- PASSAGE. Drei Stücke aus Die Ästhetik des Widerstands von Peter Weiss (Premiere: 30. September 2012, Kulturzentrum Bahnhof-Langendreer)
- kasperl am elektrischen stuhl und andere stücke von Konrad Bayer (Premiere: 5. Oktober 2013, Kunsthalle Recklinghausen)
- Pariser Tagebuch 1942 – 1944 nach Hélène Berr, Bühnenfassung von Theater Gegendruck (Premiere: 29. März 2014, Altstadtschmiede Recklinghausen)
- King. A Street Story, nach dem Roman von John Berger (Schriftsteller), Bühnenfassung von Johannes Thorbecke (Premiere: 26. Oktober 2014, Kulturzentrum Bahnhof-Langendreer)
- Der Kick von Andres Veiel und Gesine Schmidt (Premiere: 25. April 2015, Altstadtschmiede Recklinghausen)
- Kaspar / Selbstbezichtigung von Peter Handke (Premiere: 31. Oktober 2015, Ruhrfestspielhaus Recklinghausen (Hinterbühne))

### 2015 bis 2020
- NACH EUROPA nach dem Roman von Marie NDiaye, Bühnenbearbeitung von Friederike Heller (Premiere: 23. April 2016, Atelierhaus Recklinghausen)
- Macbeth nach Shakespeare von Heiner Müller (Premiere: 3. Oktober 2016, Ruhrfestspielhaus Recklinghausen (Hinterbühne))
- URTEILE von Christine Umpfenbach und Azar Mortazavi (Premiere: 31. März 2017, Altstadtschmiede Recklinghausen)
- KÖNIG UBU von Alfred Jarry Premiere: 29. November 2017, Ruhrfestspielhaus Recklinghausen (Hinterbühne)
- TURBULENZEN! Brecht meets Charms, Texte von Daniil Charms und Bertolt Brecht, Live-Bühnenmusik von Mo et Moi (Premiere: 2. Juni 2018), Atelierhaus Recklinghausen im Rahmen des FRiNGE Festivals der Ruhrfestspiele Recklinghausen
- Ein Kind unserer Zeit nach dem Roman von Ödön von Horváth (Premiere: 18. November 2018, Kunsthalle Recklinghausen)
- Sedanfeier von Heinar Kipphardt (Premiere: 10. November 2018, Atelierhaus Recklinghausen)
- Das große Heft nach dem Roman von Ágota Kristóf, Bühnenfassung von Theater Gegendruck (Premiere: 5. April 2019, Ruhrfestspielhaus Recklinghausen (Hinterbühne))
- HEINER MÜLLER – TRAUMTEXTE (Premiere: 17. November 2019, Atelierhaus Recklinghausen)
- DIE ERMITTLUNG von Peter Weiss (Premiere: 24. Oktober 2020, Ruhrfestspielhaus Recklinghausen (Hinterbühne))
- Der Stiefel und sein Socken von Herbert Achternbusch (Premiere: 3. September 2020, Ruhrfestspielhaus Recklinghausen (Hinterbühne))

### 2021 bis 2025
- Marat/Sade von Peter Weiss (Premiere: 2. Dezember 2021) Ruhrfestspielhaus Recklinghausen (Hinterbühne)
- Bilder deiner großen Liebe nach dem Roman von Wolfgang Herrndorf, Bühnenbearbeitung von Robert Koall (Premiere: 17. September 2022, Atelierhaus Recklinghausen)
- Die Perser von Aischylos (Premiere: 6. November 2022, Ruhrfestspielhaus Recklinghausen (Hinterbühne))
- Warten auf Godot von Samuel Beckett (Premiere: 21. Oktober 2023, Atelierhaus Recklinghausen)
- Kassandra von Christa Wolf (Premiere: 11. Januar 2024, Ruhrfestspielhaus Recklinghausen (Hinterbühne))
- Die Stühle von Eugène Ionesco (Premiere: 14. September 2024, Atelierhaus Recklinghausen)